# 中华人民共和国业余无线电执照制度
在中华人民共和国，业余无线电的执照分为中国无线电协会业余电台操作证书（简称“操作证书”）和中华人民共和国无线电台执照（简称“业余电台执照”）两个部分。操作证书是业余无线电爱好者个人的操作技术能力的证明，也是使用业余无线电台的许可，而业余电台执照则是设置业余无线电台的许可。

## 操作证书
中国无线电协会业余电台操作证书是业余无线电爱好者操作技术能力的证明和使用业余无线电台的许可，目前由中国无线电协会业余无线电分会（英語：Chinese Radio Amateur Club，简称CRAC）负责核发，在全国范围通用，并且终身有效。操作证书分为三类，分别是A类、B类和C类，不同类别的操作证书持有人在业余频段上拥有不同的操作权限。设置业余无线电台和申请中华人民共和国无线电台执照也需要操作证书作为凭证。
| 类别 | 可用频段                                        | 最大发射功率 |
| ---- | ----------------------------------------------- | --- |
| A类  | 30~3000 MHz范围内的各业余业务和卫星业余业务频段 | 不大于25瓦 |
| B类  | 所有业余业务和卫星业余业务频段                  | 30 MHz以下频段小于15瓦，30 MHz以上不大于25瓦（2024年3月1日前取得B类操作证书的，30 MHz以下频段可设置不大于100瓦的业余电台） |
| C类  | 所有业余业务和卫星业余业务频段                  | 30 MHz以下频段不大于1000瓦，30 MHz以上不大于25瓦                                                                           |

业余无线电爱好者需要参加并通过CRAC命题的闭卷考试以获得操作证书，初次申领者不限年龄限制，但只能参加A类考试，取得A类操作证书取得业余无线电台执照6个月以上，且具有相应的实际操作经验可以参加B类考试，取得B类操作证书并取得载明30MHz以下频段的业余无线电台执照18个月以上，且具有相应的实际操作经验参加C类考试。A类和B类考试由各省的考试机构自行组织，C类考试由CRAC统一组织。
访问中华人民共和国的境外业余无线电爱好者可以向中国无线电协会业余无线电分会申请来访者业余无线电台临时操作证书，临时操作证书不作为设置业余无线电台的凭证。香港的业余无线电爱好者可以凭借香港业余电台牌照、香港永久性居民身份证和旅行证件向中国无线电协会业余无线电分会申请有效期为五年的操作证书并凭操作证书在内地设置业余电台。
自2025年6月1日起，各地陆续开始换发由工业和信息化部监制的新版业余无线电台操作技术能力验证证书；换发工作截止时间为2026年12月31日，在此之前CRAC颁发的旧版A、B、C类证书仍有效。
- 中国无线电协会业余电台操作证书，A类，于四川省核发
- 中国无线电协会业余电台操作证书，B类，于四川省核发
- 中国无线电协会业余电台操作证书，C类，于CRAC总部核发
- 中国无线电协会来访者业余无线电台临时操作证书
- 中国无线电协会业余电台操作证书背面
- 2025年开始颁发的新版业余无线电台操作技术能力验证证书正面样本
- 2025年开始颁发的新版业余无线电台操作技术能力验证证书背面

## 业余电台执照

中华人民共和国无线电台执照，由四川省经济和信息化委员会核发

中华人民共和国无线电台执照是业余无线电爱好者设置业余无线电台的许可，由国家无线电管理机构（即中华人民共和国工业和信息化部）和地方无线电管理机构根据《业余无线电台管理办法》核发。业余电台执照实行与操作证书对应的分类制度，业余无线电爱好者需要持有相应类别的操作证书以设置业余无线电台。拟设置的业余无线电台必须拥有型号核准代码或通过检验。
业余电台执照根据通信范围的不同分为“省内”和“全国”及无固定台址三种。执照上通信范围为“省内”的业余电台只能在省、自治区、直辖市范围内通信，而执照上通信范围为“全国”或“省际或涉外”的业余电台可以与其他省、自治区、直辖市或者境外的业余电台通联，也可以在设台地以外的地点进行异地发射操作。
业余电台执照的有效期最长为五年，发给业余电台执照时无线电管理机构同时指配呼号，需要继续使用业余无线电台需要在期限届满30个工作日前向作出许可决定的无线电管理机构申请更换业余无线电台执照。
未成年人可以申请设置、使用工作在30-3000MHz频段且最大发射功率不大于25瓦的业余无线电台，还需要提交其监护人身份证明复印件，以及申请人与监护人关系的说明材料。

## 跨国（境）使用
截至2019年7月，中华人民共和国仅与香港特别行政区签署了业余无线电执照互认协议。中国内地的业余无线电爱好者凭操作证书和业余电台执照可以向香港通讯事务管理局换领香港业余电台牌照或操作授权证明。

## 紧急情况下的使用
为突发事件应急处置的需要，业余无线电台可以与非业余无线电台通信，但通信内容应当限于与突发事件应急处置直接相关的紧急事务。
遇有危及国家安全、公共安全、生命财产安全等紧急情况，可以不经批准临时设置、使用业余无线电台，但应当在48小时内向电台所在地的无线电管理机构报告，并在紧急情况消除后及时关闭。

## 外部連結
- 中国无线电协会业余无线电分会（页面存档备份，存于）
- 工业和信息化部无线电管理局（页面存档备份，存于）